# Showgirl: The Homecoming Tour
Showgirl: The Homecoming Tour war die neunte Musiktournee der australischen Sängerin Kylie Minogue in den Jahren 2006 und 2007. Es war die erste Musiktournee von Minogue seit ihrer Brustkrebs-Genesung.

## Live-Mitschnitte
Das Konzert in die Rod Laver Arena, Melbourne zweiten Dezember 2006 wurde für eine DVD mitgeschnitten, welche am ersten Dezember 2007 veröffentlicht wurde. Die DVD enthält neben dem kompletten Konzert außerdem eine Dokumentation [White Diamond]. Das Konzert wurde im Januar 2007 im Fernsehen ausgestrahlt.

## Titelliste
| Act 1: Homecoming - Showgirl Theme (instrumentelle Einführung) - Better the Devil You Know - In Your Eyes - White Diamond - On a Night Like This Act 2: Everything Taboo - Shocked (mit Do You Dare?, It’s No Secret, Give Me Just a Little More Time, Keep On Pumpin' It und What Kind of Fool (Heard All That Before)) - What Do I Have to Do? (mit I’m Over Dreaming (Over You)) - Spinning Around (mit Step Back in Time, Finally and Such a Good Feeling) Act 3: Samsara - Temple Prequel (Zwischenspiel von Video und Tanz) - Confide in Me - Cowboy Style - Finer Feelings (durchgeführt von Backing-Sängern) Act 4: Athletica - Butterfly (mit Sandstorm) - Red Blooded Woman - Slow - Kids | Act 5: Dreams - Rainbow Prequel (Zwischenspiel von Video) - Over the Rainbow - Come into My World - Chocolate - I Believe in You - Dreams (mit When You Wish upon a Star) Act 6: Pop Paradiso - Burning Up (mit Vogue) - The Locomotion - I Should Be So Lucky (mit The Only Way Is Up) - Hand on Your Heart Act 7: Dance of the Cybermen - Space Prequel (Zwischenspiel von Instrumental) - Can’t Get You Out of My Head (mit Rise of the Cybermen und Doctor Who Theme) - Light Years (mit Turn It into Love und die Entmaterialisierung der TARDIS) Encore - Especially For You - Love at First Sight |

Anmerkungen:
- Am 31. Dezember 2006 sang Kylie Celebration.
- Am 13. Januar 2007 in der Manchester Evening News Arena beendete Kylie das Konzert nicht. Sie wurde mit einer Infektion der Atemwege diagnostiziert. Das folgende Konzert wurde ebenfalls abgesagt.[3][4]

## Tourneedaten
| Datum             | Stadt      | Land       | Platz                         | Teilnahme                  | Einnahmen   |
| ----------------- | ---------- | ---------- | ----------------------------- | -------------------------- | ----------- |
| Australien        |            |            |                               |                            |             |
| 11. November 2006 | Sydney     | Australien | Sydney Entertainment Centre   | 34,774 / 34,774            | $2,963,147  |
| 12. November 2006 | Sydney     | Australien | Sydney Entertainment Centre   | 34,774 / 34,774            | $2,963,147  |
| 14. November 2006 | Sydney     | Australien | Sydney Entertainment Centre   | 34,774 / 34,774            | $2,963,147  |
| 17. November 2006 | Brisbane   | Australien | Brisbane Entertainment Centre | 35,574 / 37,884            | $3,354,548  |
| 18. November 2006 | Brisbane   | Australien | Brisbane Entertainment Centre | 35,574 / 37,884            | $3,354,548  |
| 20. November 2006 | Brisbane   | Australien | Brisbane Entertainment Centre | 35,574 / 37,884            | $3,354,548  |
| 23. November 2006 | Sydney     | Australien | Acer Arena                    | 51,852 / 51,852            | $4,963,147  |
| 24. November 2006 | Sydney     | Australien | Acer Arena                    | 51,852 / 51,852            | $4,963,147  |
| 26. November 2006 | Sydney     | Australien | Acer Arena                    | 51,852 / 51,852            | $4,963,147  |
| 30. November 2006 | Adelaide   | Australien | Adelaide Entertainment Centre | 21,583 / 22,411            | $2,369,124  |
| 1. Dezember 2006  | Adelaide   | Australien | Adelaide Entertainment Centre | 21,583 / 22,411            | $2,369,124  |
| 4. Dezember 2006  | Perth      | Australien | Burswood Dome                 | 36,774 / 38,774            | $3,554,147  |
| 5. Dezember 2006  | Perth      | Australien | Burswood Dome                 | 36,774 / 38,774            | $3,554,147  |
| 7. Dezember 2006  | Perth      | Australien | Burswood Dome                 | 36,774 / 38,774            | $3,554,147  |
| 10. Dezember 2006 | Melbourne  | Australien | Rod Laver Arena               | 76,526 / 76,526            | $7,578,217  |
| 11. Dezember 2006 | Melbourne  | Australien | Rod Laver Arena               | 76,526 / 76,526            | $7,578,217  |
| 13. Dezember 2006 | Melbourne  | Australien | Rod Laver Arena               | 76,526 / 76,526            | $7,578,217  |
| 14. Dezember 2006 | Melbourne  | Australien | Rod Laver Arena               | 76,526 / 76,526            | $7,578,217  |
| 16. Dezember 2006 | Melbourne  | Australien | Rod Laver Arena               | 76,526 / 76,526            | $7,578,217  |
| 17. Dezember 2006 | Melbourne  | Australien | Rod Laver Arena               | 76,526 / 76,526            | $7,578,217  |
| Großbritannien    |            |            |                               |                            |             |
| 31. Dezember 2006 | London     | England    | Wembley Arena                 | 78,526 / 78,526            | $7,578,217  |
| 2. Januar 2007    | London     | England    | Wembley Arena                 | 78,526 / 78,526            | $7,578,217  |
| 3. Januar 2007    | London     | England    | Wembley Arena                 | 78,526 / 78,526            | $7,578,217  |
| 5. Januar 2007    | London     | England    | Wembley Arena                 | 78,526 / 78,526            | $7,578,217  |
| 6. Januar 2007    | London     | England    | Wembley Arena                 | 78,526 / 78,526            | $7,578,217  |
| 8. Januar 2007    | London     | England    | Wembley Arena                 | 78,526 / 78,526            | $7,578,217  |
| 9. Januar 2007    | London     | England    | Wembley Arena                 | 78,526 / 78,526            | $7,578,217  |
| 12. Januar 2007   | Manchester | England    | Manchester Evening News Arena | 100,072 / 100,072          | $7,976,089  |
| 13. Januar 2007   | Manchester | England    | Manchester Evening News Arena | 100,072 / 100,072          | $7,976,089  |
| 18. Januar 2007   | Manchester | England    | Manchester Evening News Arena | 100,072 / 100,072          | $7,976,089  |
| 19. Januar 2007   | Manchester | England    | Manchester Evening News Arena | 100,072 / 100,072          | $7,976,089  |
| 21. Januar 2007   | Manchester | England    | Manchester Evening News Arena | 100,072 / 100,072          | $7,976,089  |
| 22. Januar 2007   | Manchester | England    | Manchester Evening News Arena | 100,072 / 100,072          | $7,976,089  |
| 23. Januar 2007   | Manchester | England    | Manchester Evening News Arena | 100,072 / 100,072          | $7,976,089  |
| Gesamt            | Gesamt     | Gesamt     | Gesamt                        | 411,720 / 415,056 (99,2 %) | $40,111,034 |